# Bois-d'Haine
Bois-d'Haine is een dorp in de Belgische provincie Henegouwen, en een deelgemeente van de Waalse gemeente Manage.

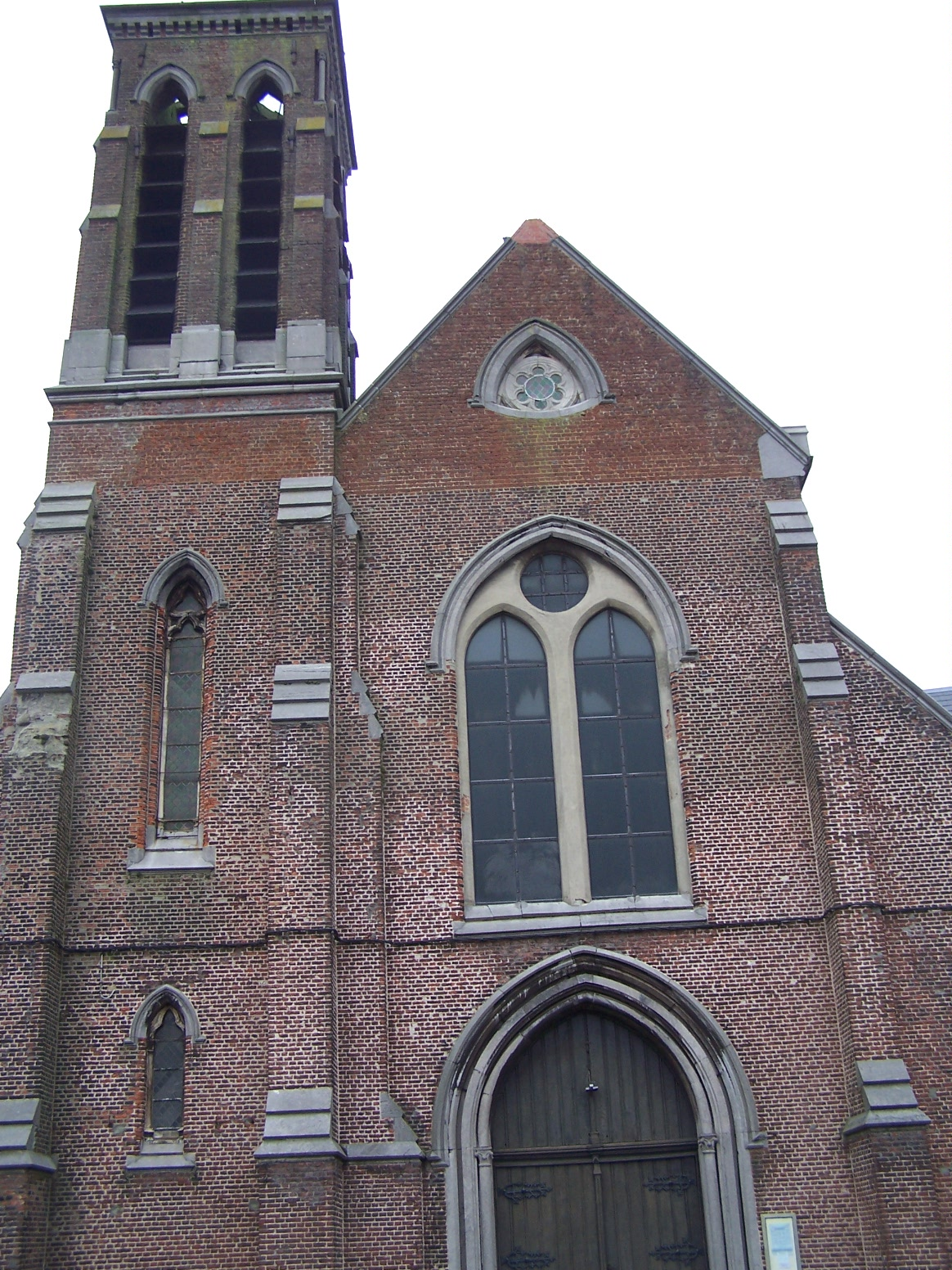
Saint-Jean-Baptiste

## Geschiedenis
Op de Ferrariskaart uit de jaren 1770 is de plaats weergegeven als het dorp Bois d'Haine.
Bois-d'Haine was een zelfstandige gemeente, tot die bij de gemeentelijke herindeling van 1977 toegevoegd werd aan de gemeente Manage.

## Bezienswaardigheden
- De Sint-Jan-de-Doperkerk (Église Saint-Jean=Baptiste) is een neogotisch kerkgebouw van 1875.

## Natuur en landschap
Bois d'Haine ligt aan het Centrumkanaal en wordt volledig door infrastructuur omringd. De hoogte aan de kerk bedraagt 128 meter.

## Economie
In Bois-d'Haine bevond zich La Compagnie Internationale d'Alimentation, een chocoladefabriek die in 1913 door Kwatta werd overgenomen.

## Demografische ontwikkeling
- Bronnen:NIS, Opm:1831 tot en met 1970=volkstellingen, 1976= inwoneraantal op 31 december

## Bekende personen
- Louise Lateau (1850-1883), draagster van stigmata

## Nabijgelegen kernen
Manage, Familleureux, La Louvière, Fayt-lez-Manage